# ديبورا هالال
ديبورا هالال أيالا (من مواليد 18 يوليو 1996) عارضة أزياء مكسيكية ومضيفة تلفزيونية وممثلة وحاملة لقب ملكة جمال المكسيك 2021. مثلت ولاية سينالوا في مسابقة ميكسيكانا يونيفرسال 2020 وستمثل بلدها المكسيك في مسابقة ملكة جمال الكون 2021 المقرر إقامتها في مدينة إيلات ، إسرائيل.

## روابط خارجية
- ديبورا هالال على إنستغرام

| الجوائز و الإنجازات                | الجوائز و الإنجازات             | الجوائز و الإنجازات |
| ---------------------------------- | ------------------------------- | ------------------- |
| سبقه · أندريا ميزا                 | ملكة جمال المكسيك للكون 2021    | تبعه يحدد لاحقا     |
| سبقه كارلا ماريانت سانشيز غونزاليس | يونيفرسال سينالوا مكسيكانا 2019 | تبعه يحدد لاحقا     |